# Eddie Borden
Edgar Mason Borden (n. 1 mai 1888, Waynesville⁠(d), Wayne Township⁠(d), Ohio, SUA – d. 30 iunie 1955, Hollywood, California, SUA) a fost un actor de film american care și-a început cariera ca acrobat în vodeviluri și apoi s-a orientat cu succes către comedie. În cursul anilor 1920 a efectuat turnee în circuitele de vodevil Keith⁠(d), Orpheum⁠(d) și Pantages⁠(d), fiind prezentat adesea drept „comicul cu pălărie” și „regele distracției”. Borden a apărut în aproape 160 de filme între 1922 și 1952 și a interpretat îndeosebi roluri comice, fiind cunoscut în special din numeroasele filme cu Stan și Bran.

## Biografie
S-a născut la 1 mai 1888, în satul Waynesville, Ohio⁠(d). Tatăl său era originar din localitatea Deer Lodge, Tennessee⁠(d).
A apărut în aproape 160 de filme între 1922 și 1952 și a fost văzut în mare parte în secvențe comice și, ocazional, ca principalul interpret comic în filme ca Jungle Bride⁠(d) (1933).
A murit în 30 iunie 1955, la vârsta de 67 de ani, la Hollywood, California.

## Filmografie (selecție)
- Hold Everything (1925)
- Battling Butler⁠(d) (1926)
- Gigolo⁠(d) (1926)
- One Chance in a Million⁠(d) (1927)
- The Show Girl⁠(d) (1927)
- The Dove (1927)
- Rough Romance⁠(d) (1930)
- The Rampant Age⁠(d) (1930)
- Transatlantic (1931)
- Monkey Business⁠(d) (1931)
- Breach of Promise⁠(d) (1932)
- Jungle Bride⁠(d) (1933)
- Hollywood on Parade No. A-8⁠(d) (1933)
- Belle of the Nineties⁠(d) (1934)
- Marșul soldățeilor de lemn (1934)
- The Bohemian Girl⁠(d) (1936)
- Way Out West⁠(d) (1937)
- Saps at Sea⁠(d) (1940)
- Stan și Bran studenți la Oxford (1940)
- Secrets of a Model⁠(d) (1940)
- The Devil and Daniel Webster⁠(d) (1941) (nemenționat)
- The Dolly Sisters⁠(d) (1945)
- Two Lost Worlds (1950)
- On Dangerous Ground⁠(d) (1952)